# Saison 2016-2017 du Stade brestois 29
Dernière mise à jour : 17 septembre 2016.
Chronologie
Saison précédente Saison suivante
La saison 2016-2017 du Stade brestois 29, club de football français, voit l'équipe évoluer en Ligue 2 pour la quatrième saison consécutive, après sa relégation à l'issue de la saison 2012-2013.
Il s'agit de la 21e saison en Ligue 2 de l'histoire du club.

## Avant-saison
Un changement de présidence a entamé cette nouvelle saison ; Yvon Kermarec, après trois années à a tête du club, quitte la présidence, tout en restant dans le directoire du Stade brestois. Le nouveau président est l'entrepreneur finistérien Denis Le Saint, propriétaire avec son frère de l'entreprise agro-alimentaire du même nom, et toujours avec son frère Gérard Le Saint, président du Brest Bretagne Handball. La passation de pouvoir se fait lors de la dernière journée de championnat de Ligue 2 2015-2016. Le nouveau président souhaite continuer d'améliorer les infrastructures du club et ambitionne de remonter en Ligue 1. Symboliquement, il veut remettre le rouge à l'honneur sur le maillot du stade brestois. L'organigramme du club se modifie, le conseil d'administration se réduit, tandis que Pascal Robert, jusque-là chargé de la partie commerciale, devient directeur général du Stade brestois (hors sportif). Le défenseur Grégory Lorenzi met quant à lui un terme à sa carrière et est nommé coordinateur sportif du club, chargé d’assurer le lien entre le président et le domaine sportif (professionnels et formation). Il supervisera également la construction du nouveau centre d’entraînement et de vie à Guipavas.
L'entraîneur Alex Dupont et son staff, en fin de contrat, ne sont pas conservés, à l'exception de l'entraîneur des gardiens Julien Lachuer, qui prolonge de trois ans son contrat. Arrivé l'année précédente du Stade lavallois chargé du recrutement, Jean Costa quitte également le Stade brestois, après une résiliation ; le président souhaitant que le nouvel entraîneur ait les clés du recrutement.
Après plusieurs tentatives d'approche, Paul Le Guen, un ancien joueur formé au club, est semble-t-il favori pour le poste d'entraîneur. Mais les négociations prennent trop de temps et c'est l'ancien troyen Jean-Marc Furlan qui est intronisé entraîneur avec un contrat de 3 ans. Son staff signe pour la même durée : Thomas Joubert à la préparation physique arrive après une expérience avec la sélection nationale haïtienne, Emmanuel Pascal, adjoint statistiques, et enfin Michel Padovani, en tant qu'entraîneur adjoint, libéré par l'ESTAC. Denis Le Saint nomme un ancien joueur en tant que coordinateur sportif en la personne de Grégory Lorenzi. Son rôle est de travailler notamment auprès de Jean-Marc Furlan sur le recrutement.
Le Stade Brestois et ses infrastructures font peau neuve. Les Rouges et blanc, quittent le centre de Pen-Helen pour rejoindre le complexe de Kerlaurent qui dispose de quatre terrains en herbe et trois synthétiques. De nouveau locaux pour les Ty-Zefs sont également construits. Le stade Francis le Blé se parre de Rouge autour du stade afin d’accueillir plus de public en attendant d'importants travaux dans quelques années. Retour au source également pour les Brestois qui joueront désormais en rouge comme dans les années 80. La dernière fois que les Bretons on joué en rouge c’était lors de la saison 2002-2003.
La charge de travail est immense pour le trio Le Saint, Furlan et Lorenzi. Le recrutement ayant commencé sur le tard, difficile d'attirer des joueurs de bon niveau Ligue 2. L'objectif de cette nouvelle saison étant le maintien. À la reprise de l'entrainement le 24 juin, seulement douze joueurs étaient présents dont quatre néo-pros. Pour cela, le Stade Brestois doit impérativement se renforcer pour cette saison. À l'intersaison beaucoup de joueurs quittent le club (Yaya Sané, Simon Falette, Baïssama Sankoh, Keita, Jean-Alain Fanchone, Maxime Brillault, Éric Tié Bi, Ranneaud, Alexandre Cuvillier, Doumbia, Alexandre Alphonse, Kevin Koubemba et Youssef Adnane). Toute une équipe est alors à reconstruire. Malgré tout, des joueurs s'engagent sur le court ou moyen terme. Ainsi Louis Nganioni (Lyon), Luciano Castan, Zakaria Diallo (Ajaccio), Alexandre Coeff (Udinese), Zakarie Labidi (Lyon), Julien Faussurier (Sochaux), Valentin Lavigne (Lorient) et Neal Maupay (Saint-Étienne) viennent renforcer le club breton. Les contrats pro pour les jeunes, Jacob, Ibrahima Sissoko, Magnon, Valentin Henry sont à signaler, tout comme le retour de prêt de Brendan Chardonnet.

### Matchs de préparation
Après avoir évoqué la date du 23 juin, l'équipe reprend l'entraînement le lundi 20 juin sur les terrains Kerlaurent à Guipavas avec 15 joueurs. L'équipe effectue un stage à Pornic du 25 juin au samedi 2 juillet, avant d'entamer sa campagne de matchs amicaux.
Ces matchs amicaux vont s'avérer positifs avec seulement une défaite et déjà une qualité de jeu où la patte de Jean-Marc Furlan est mise.
| Date           | Adversaire                     | lieu          | Résultat | Buteur(s) brestois                                | Affluence |
| -------------- | ------------------------------ | ------------- | -------- | ------------------------------------------------- | --------- |
| 02 / 07 / 2016 | Sélection régionale Atlantique | Pornic        | 6 - 1    | Nkololo · Pelé · Joseph-Monrose · Doumbia · Henry |           |
| 09 / 07 / 2016 | FC Metz                        | Carnac        | 1 - 0    | Lavigne 28e                                       |           |
| 13 / 07 / 2016 | USM Alger                      | Ploudalmézeau | 1 - 1    | Magnon 46e                                        | 1500      |
| 16 / 07 / 2016 | EA Guingamp                    | Plouvorn      | 2 - 0    | Joseph-Monrose 59e · Henry 84e                    |           |
| 19 / 07 / 2016 | Stade plabennécois             | Plabennec     | 2 - 0    | Pinvidic (csc) 5e · Joseph-Monrose 48e            | 550       |
| 22 / 07 / 2016 | Stade rennais FC               | Rennes        | 1 - 0    | Pelé 32e                                          |           |

## Transferts

### Été 2016
Des prolongations sont proposés à plusieurs joueurs en fin de contrat : Simon Falette, Yaya Sané, Gaëtan Belaud, Joan Hartock et Bruno Grougi. Les deux premiers cités préfèrent tenter d'autres challenges, tandis que Gaëtan Belaud et Joan Hartock prolongent de deux ans et Bruno Grougi un an. Le Stade brestois propose également un premier contrat professionnel d'un an à deux jeunes formés au club : Valentin Henry et Pierre Magnon. Brendan Chardonnet revient quant à lui de prêt d'Épinal. Ne sont pas conservés par le club plusieurs joueurs en fin de contrat : Jean-Alain Fanchone, Maxime Brillault (qui signe à Boulogne), Jason Ranneaud, Alexandre Cuvillier, William Sea Nessemon (qui signe à l'US Concarneau) et Alexandre Alphonse (qui signe au Servette FC). Baïssama Sankoh et Kevin Koubemba dont les prêts sont terminés, retournent dans leurs clubs respectifs.
Le club annonce ensuite l'arrivée en prêt sans option d'achat de deux joueurs : l'attaquant Valentin Lavigne du FC Lorient et le latéral Louis Nganioni de l'Olympique lyonnais. Le défenseur brésilien Luciano Castan, en provenance du championnat Paulista, signe un an. Libéré de sa dernière année de contrat par le FC Sochaux, le milieu Julien Faussurier signe un contrat de deux ans. Le 20 juillet, le club annonce l'arrivée en prêt sans option d'achat de l'attaquant de l'AS Saint-Étienne Neal Maupay. Le jeune attaquant, sous contrat amateur, Béni Nkololo est quant à lui prêté une saison à l'US Avranches. Le 25 juillet, le club annonce l'arrivée de Zakaria Diallo en provenance de l'AC Ajaccio pour 2 ans, et le 27 juillet Alexandre Coeff est prêté par l'Udinese pour une durée de deux ans. Le jeune milieu Zakarie Labidi résilie avec son club formateur pour signer un contrat de 1 an (+ 1 an en option).
Prolongations :
| Joueurs       | Nationalité | Poste              | Club              | Pays   | Division | Durée                                                  |
| ------------- | ----------- | ------------------ | ----------------- | ------ | -------- | ------------------------------------------------------ |
| Gaëtan Belaud | France      | Milieux de terrain | Stade brestois 29 | France | Ligue 2  | Fin de contrat - prolongation 2 ans (+ 1 an en option) |
| Joan Hartock  | France      | Gardien de but     | Stade brestois 29 | France | Ligue 2  | Fin de contrat - prolongation 2 ans                    |
| Bruno Grougi  | France      | Milieux de terrain | Stade brestois 29 | France | Ligue 2  | Fin de contrat - prolongation 1 an (+ 1 an en option)  |

Détails des transferts de la période estivale - Départs :
| Joueurs              | Nationalité         | Poste     | Club                 | Pays    | Division            | Durée                                |
| -------------------- | ------------------- | --------- | -------------------- | ------- | ------------------- | ------------------------------------ |
| Simon Falette        | France              | Défenseur | FC Metz              | France  | Ligue 1             | Libre - contrat de 3 ans             |
| Yaya Sané            | Sénégal             | Défenseur | Bursaspor            | Turquie | Spor toto Süper Lig | Libre - contrat de 3 ans             |
| Maxime Brillault     | France              | Défenseur | US Boulogne          | France  | National            | Libre - contrat de 2 ans             |
| Alexandre Alphonse   | France              | Attaquant | Servette FC          | Suisse  | Challenge League    | Libre - contrat 1 an (+ option 1 an) |
| Jean-Alain Fanchone  | France              | Défenseur |                      |         |                     | Fin de contrat                       |
| Grégory Lorenzi      | France              | Défenseur | Stade brestois 29    | France  | Ligue 2             | Arrêt - reconversion au sein du club |
| Jason Ranneaud       | France              | Milieu    | Lyon-Duchère         | France  | National            | Fin de contrat                       |
| Alexandre Cuvillier  | France              | Milieu    |                      |         |                     | Fin de contrat                       |
| William Sea Nessemon | France              | Attaquant | US Concarneau        | France  | National            | Fin de contrat                       |
| Kevin Koubemba       | République du Congo | Attaquant | LOSC                 | France  | Ligue 1             | Retour de prêt                       |
| Baïssama Sankoh      | Guinée              | Défenseur | En Avant de Guingamp | France  | Ligue 1             | Retour de prêt                       |
| Robin Le Normand     | France              | Défenseur | Real Sociedad        | Espagne | Liga                | Premier contrat pro 2 ans            |
| Béni Nkololo         | France              | Attaquant | US Avranches         | France  | National            | Prêt sans option d'achat             |

Détails des transferts de la période estivale - Arrivées :
| Joueurs            | Nationalité | Poste     | Club                       | Pays   | Division            | Durée                                      |
| ------------------ | ----------- | --------- | -------------------------- | ------ | ------------------- | ------------------------------------------ |
| Brendan Chardonnet | France      | Défenseur | Stade athlétique spinalien | France | National            | Retour de prêt                             |
| Valentin Henry     | France      | Attaquant | Stade brestois 29          | France | CFA2                | Premier contrat professionnel 1 an         |
| Pierre Magnon      | France      | Milieu    | Stade brestois 29          | France | CFA2                | Premier contrat professionnel 1 an         |
| Louis Nganioni     | France      | Défenseur | Olympique lyonnais         | France | Ligue 1             | Prêt sans option d'achat                   |
| Valentin Lavigne   | France      | Attaquant | FC Lorient                 | France | Ligue 1             | Prêt sans option d'achat                   |
| Luciano Castán     | Brésil      | Défenseur | São Bernardo FC            | Brésil | Campeonato Paulista | Libre - contrat 1 an                       |
| Julien Faussurier  | France      | Milieu    | FC Sochaux                 | France | Ligue 2             | Résiliation - contrat 2 ans                |
| Neal Maupay        | France      | Attaquant | AS Saint-Étienne           | France | Ligue 1             | Prêt sans option d'achat                   |
| Zakaria Diallo     | France      | Défenseur | AC Ajaccio                 | France | Ligue 2             | Résiliation - contrat 2 ans                |
| Alexandre Coeff    | France      | Défenseur | Udinese                    | Italie | Serie A             | Prêt de 2 ans sans option d'achat          |
| Zakarie Labidi     | France      | Milieu    | Olympique lyonnais         | France | Ligue 1             | Résiliation - contrat 1 an (+ option 1 an) |

### Hiver 2017
le 30 décembre 2016 , a l'aube de l'ouverture du Mercato d'hiver 2017 , le club enregistre l'arrivée de Quentin Bernard , le latéral gauche en provenance de Dijon Football Côte-d'Or, qui évolue en ligue 1 . Quentin Bernard a participé durant la 1re partie de saison a 7 matchs de Ligue 1 . Il s'est engagé avec le Stade brestois 29 pour une durée de 2 ans et demi , jusqu'en juin 2019 .
Détails des transferts de la période hivernale - Départs :
| Joueurs        | Nationalité   | Poste     | Club                          | Pays      | Division          | Durée          |
| -------------- | ------------- | --------- | ----------------------------- | --------- | ----------------- | -------------- |
| Ali Keïta      | Côte d'Ivoire | Défenseur | US Concarneau                 | France    | National          | Transfert      |
| Cheick Doumbia | Mali          | Défenseur | CA Bastia                     | France    | National          | Prêt de 6 mois |
| Éric Tié Bi    | Côte d'Ivoire | Milieu    | La Berrichonne de Châteauroux | France    | National          | Résiliation    |
| Youssef Adnane | France        | Attaquant | Nakhon Pathom United          | Thaïlande | Division 1 League | Résiliation    |

Détails des transferts de la période hivernale - Arrivées :
| Joueurs         | Nationalité | Poste     | Club                     | Pays   | Division | Durée                         |
| --------------- | ----------- | --------- | ------------------------ | ------ | -------- | ----------------------------- |
| Quentin Bernard | France      | Défenseur | Dijon Football Côte-d'Or | France | Ligue 1  | Contrat 2 ans et demi         |
| Johan Gastien   | France      | Milieu    | Dijon Football Côte-d'Or | France | Ligue 1  | Contrat 2 ans et demi         |
| Habib Diallo    | Sénégal     | Attaquant | FC Metz                  | France | Ligue 1  | Prêt 6 mois sans option achat |

## Effectif professionnel actuel
L'attaquant Béni Nkololo, sous contrat amateur, est prêté une saison à l'US Avranches.

## Dirigeants
- Président : Denis Le Saint
- Directeur général : Pascal Robert
- Coordinateur sportif : Grégory Lorenzi
- Directeur du centre de formation, chargé des U19 nationaux : Éric Assadourian

## Rencontres de la saison 2016-2017

### Compétitions
| Ligue 2            | Coupe de France | Coupe de la Ligue |
| ------------------ | --------------- | ----------------- |
| 5e place 65 points | 32e de Finale   | 2e Tour           |
| 19V 8N 11D         | 2V 0N 1D        | 1V 0N 1D          |
| Total : 22V 8N 13D |                 |                   |

### Ligue 2 2016 -2017
À l'aube de la saison 2016-2017, on ne savait pas trop quelle direction allait prendre le Stade Brestois. Le début de saison des Bretons est excellent, avec trois victoires dès le mois d'août et une place de leader après une large victoire au Stade Jean-Bouin face au Red-Star (0-3). S'ensuivent d'excellents matchs, comme à Sochaux. Les Bretons sont menés 2-0, mais arrachent le nul dans le temps additionnel grâce à Joseph-Monrose. Les belles victoires contre Reims, Strasbourg et Troyes vont rythmer l'excellente première partie de saison de Brest. Du fait de leur excellent début de championnat, les Brestois vont prendre goût au Leadership de la ligue 2 et s'installer à la première place durant plus de cinq mois. Le Stade Brestois se montre notamment redoutable à l’extérieur. Les Bretons sont même champions d'automne.
Alors, les Brestois vont jouer le jeu et donc être candidat crédible à une possible montée en Ligue 1 en fin de saison. Malheureusement pour les Ty-zef, la deuxième partie de championnat est moins constante que la 1ère. Les Brestois, plus que jamais attendus, ont beaucoup de mal à enchaîner les victoires notamment à domicile. Ils arrivent cependant à être performants à l’extérieur, ce qui leur permet d'être dans le coup pour la montée jusqu’à la 38e journée. Le Stade Brestois perd sa place de leader et sur le podium lors de la 36e journée contre Nîmes (2-3), la meilleure équipe de la saison à l’extérieur. À la 38e journée, les Bretons sont barragistes pendant 25 min, mais la victoire de Troyes et Amiens condamne les Brestois à une place d'honneur. La victoire des Brestois 6-2 contre le Gazelec d'Ajaccio devant un stade Francis le Blé comble (12 500 personnes) n'y change rien. Les Brestois finissent 5es du championnat à un point du podium. Pour résumer, la saison fut excellente avec du jeu, de l'ambition, le retour du public au stade.
| Journée       | Date       | Heure | Chaîne TV          | D/E | Adversaire             | Score | Buteur(s) SB 29                                                                 | Points | Classement | Affluence |
| ------------- | ---------- | ----- | ------------------ | --- | ---------------------- | ----- | ------------------------------------------------------------------------------- | ------ | ---------- | --------- |
| Matchs Aller  |            |       |                    |     |                        |       |                                                                                 |        |            |           |
| 01            | 29/07/2016 | 20h00 | beIN SPORTS MAX 5  | E   | Gazélec Ajaccio        | 0 - 0 |                                                                                 | 1 pts  | 6e         | 3 500     |
| 02            | 05/08/2016 | 20h00 | beIN SPORTS MAX 6  | D   | US Orléans             | 2 - 1 | 36e Grougi 52e Maupay                                                           | 4 pts  | 4e         | 7 119     |
| 03            | 12/08/2016 | 20h00 | beIN SPORTS 3      | E   | Red Star FC            | 0 - 3 | 40e Maupay 44e Grougi 83e Labidi                                                | 7 pts  | 1er        | 3 467     |
| 04            | 19/08/2016 | 20h00 | beIN SPORTS MAX 6  | D   | Valenciennes FC        | 3 - 2 | 26e Maupay 78e Joseph-Monrose 93e Battocchio                                    | 10 pts | 1er        | 6 867     |
| 05            | 29/08/2016 | 20h30 | Canal + Sport      | E   | FC Sochaux-Montbéliard | 2 - 2 | 91e Maupay 93e Joseph-Monrose                                                   | 11 pts | 1er        | 8 976     |
| 06            | 09/09/2016 | 20h00 | beIN SPORTS MAX 7  | D   | Clermont Foot 63       | 0 - 2 |                                                                                 | 11 pts | 4e         | 6 756     |
| 07            | 17/09/2016 | 16h15 | Canal + Décalé     | D   | AJ Auxerre             | 1 - 0 | 76e (pen.) Maupay                                                               | 14 pts | 1er        | 6 338     |
| 08            | 20/09/2016 | 21h00 | beIN SPORTS 2      | E   | Le Havre AC            | 1 - 1 | 44e Coeff                                                                       | 15 pts | 2e         | 6 704     |
| 09            | 26/09/2016 | 20h30 | Canal + Sport      | D   | Stade de Reims         | 2 - 1 | 79e Battocchio 89e Maupay                                                       | 18 pts | 2e         | 6 786     |
| 10            | 30/09/2016 | 20h00 | beIN SPORTS MAX 4  | E   | AC Ajaccio             | 1 - 1 | 80e Z. Diallo                                                                   | 19 pts | 2e         | 2 501     |
| 11            | 15/10/2016 | 15h00 | beIN SPORTS 1      | D   | RC Strasbourg          | 2 - 1 | 38e (pen.) Battocchio 90+2e Maupay                                              | 22 pts | 1er        | 7 311     |
| 12            | 21/10/2016 | 20h00 | beIN SPORTS MAX 5  | E   | Stade lavallois        | 0 - 1 | 88e Joseph-Monrose                                                              | 25 pts | 1er        | 5 271     |
| 13            | 31/10/2016 | 20h30 | Canal + Sport      | D   | RC Lens                | 1 - 2 | 38e Maupay                                                                      | 25 pts | 1er        | 12 502    |
| 14            | 04/11/2016 | 20h00 | beIN SPORTS 2      | E   | Tours FC               | 0 - 1 | 38e Faussurier                                                                  | 28 pts | 1er        | 4 107     |
| 15            | 21/11/2016 | 20h30 | Canal + Sport      | D   | Chamois niortais       | 2 - 3 | 23e 67e Pelé                                                                    | 28 pts | 1er        | 5 632     |
| 16            | 26/11/2016 | 15h10 | Canal + Sport      | E   | Amiens Sporting Club   | 3 - 0 |                                                                                 | 28 pts | 2e         | 6 991     |
| 17            | 29/11/2016 | 21h00 | beIN SPORTS 2      | D   | ES Troyes AC           | 2 - 1 | 12e (csc) Thiago Xavier 65e Maupay                                              | 31 pts | 2e         | 5 892     |
| 18            | 09/12/2016 | 20h00 | beIN SPORTS 2      | E   | Nîmes Olympique        | 1 - 2 | 9e Maupay 23e Faussurier                                                        | 34 pts | 1er        | 4 774     |
| 19            | 16/12/2016 | 20h00 | beIN SPORTS MAX 6  | D   | Bourg-en-Bresse 01     | 0 - 0 |                                                                                 | 35 pts | 1er        | 7 968     |
| Matchs Retour |            |       |                    |     |                        |       |                                                                                 |        |            |           |
| 20            | 13/01/2017 | 20h00 | beIN SPORTS MAX 8  | E   | US Orléans             | 0 - 1 | 72e Pelé                                                                        | 38 pts | 1er        | 3 245     |
| 21            | 23/01/2017 | 20h45 | Canal + Sport      | D   | Red Star FC            | 0 - 1 |                                                                                 | 38 pts | 1er        | 7 533     |
| 22            | 27/01/2017 | 20h00 | beIN SPORTS MAX 10 | E   | Valenciennes FC        | 0 - 1 | 90+2e Joseph-Monrose                                                            | 41 pts | 1er        | 6 951     |
| 23            | 04/02/2017 | 15h00 | Canal + Sport      | D   | FC Sochaux-Montbéliard | 2 - 0 | 17e Battocchio 80e H. Diallo                                                    | 44 pts | 1er        | 7 513     |
| 24            | 07/02/2017 | 21h00 | beIN SPORTS MAX 5  | E   | Clermont Foot 63       | 1 - 1 | 65e H. Diallo                                                                   | 45 pts | 1er        | 2 535     |
| 25            | 10/02/2017 | 20h00 | beIN SPORTS MAX 4  | E   | AJ Auxerre             | 3 - 1 | 87e Castán                                                                      | 45 pts | 1er        | 4 525     |
| 26            | 18/02/2017 | 15h00 | beIN SPORTS 1      | D   | Le Havre AC            | 2 - 0 | 32e (csc) Ayasse 82e Lavigne                                                    | 48 pts | 1er        | 8 900     |
| 27            | 27/02/2017 | 20h45 | Canal + Sport      | E   | Stade de Reims         | 1 - 1 | 15e (pen.) Battocchio                                                           | 49 pts | 1er        | 9 456     |
| 28            | 03/03/2017 | 20h00 | beIN SPORTS MAX 6  | D   | AC Ajaccio             | 1 - 2 | 89e Lavigne                                                                     | 49 pts | 1er        | 6 630     |
| 29            | 11/03/2017 | 15h00 | beIN SPORTS 1      | E   | RC Strasbourg          | 4 - 1 | 56e Lavigne                                                                     | 49 pts | 3e         | 17 514    |
| 30            | 17/03/2017 | 20h00 | beIN SPORTS MAX 6  | D   | Stade lavallois        | 3 - 0 | 8e Nganioni 28e H. Diallo 55e Faussurier                                        | 52 pts | 2e         | 6 794     |
| 31            | 01/04/2017 | 15h00 | beIN SPORTS 1      | E   | RC Lens                | 0 - 2 | 34e Battocchio 90+4e Joseph-Monrose                                             | 55 pts | 1er        | 37 515    |
| 32            | 07/04/2017 | 20h00 | beIN SPORTS MAX 6  | D   | Tours FC               | 1 - 1 | 12e Maupay                                                                      | 56 pts | 1er        | 10 323    |
| 33            | 14/04/2017 | 20h00 | beIN SPORTS MAX 8  | E   | Chamois niortais FC    | 0 - 3 | 64e Joseph-Monrose 66e Gastien 71e Z. Diallo                                    | 59 pts | 1er        | 4 115     |
| 34            | 22/04/2017 | 15h00 | beIN SPORTS 1      | D   | Amiens SC              | 2 - 3 | 22e Coeff 49e (csc) Adenon                                                      | 59 pts | 2e         | 9 549     |
| 35            | 29/04/2017 | 15h00 | beIN SPORTS 1      | E   | ES Troyes AC           | 1 - 0 |                                                                                 | 59 pts | 2e         | 7 678     |
| 36            | 06/05/2017 | 15h00 | beIN SPORTS 1      | D   | Nîmes Olympique        | 2 - 3 | 4e Coeff 83e Z. Diallo                                                          | 59 pts | 5e         | 10 049    |
| 37            | 12/05/2017 | 20h30 | beIN SPORTS MAX 6  | E   | Bourg-en-Bresse 01     | 1 - 2 | 27e 78e H. Diallo                                                               | 62 pts | 5e         | 3 544     |
| 38            | 19/05/2017 | 20h30 | beIN SPORTS MAX 6  | D   | Gazélec Ajaccio        | 6 - 2 | Joseph-Monrose 26e · H. Diallo 28e 58e · Grougi 32e (pen.) · Battocchio 72e 85e | 65 pts | 5e         | 12 353    |

### Évolution du classement
|     | 01 | 02 | 03 | 04 | 05 | 06 | 07 | 08 | 09 | 10 | 11 | 12 | 13 | 14 | 15 | 16 | 17 | 18 | 19 | 20 | 21 | 22 | 23 | 24 | 25 | 26 | 27 | 28 | 29 | 30 | 31 | 32 | 33 | 34 | 35 | 36 | 37 | 38 |
| --- | -- | -- | -- | -- | -- | -- | -- | -- | -- | -- | -- | -- | -- | -- | -- | -- | -- | -- | -- | -- | -- | -- | -- | -- | -- | -- | -- | -- | -- | -- | -- | -- | -- | -- | -- | -- | -- | -- |
| 1er |    |    | ●  | ●  | ●  |    | ●  |    |    |    | ●  | ●  | ●  | ●  | ●  |    |    | ●  | ●  | ●  | ●  | ●  | ●  | ●  | ●  | ●  | ●  | ●  |    |    | ●  | ●  | ●  |    |    |    |    |    |
| 2e  |    |    |    |    |    |    |    | ●  | ●  | ●  |    |    |    |    |    | ●  | ●  |    |    |    |    |    |    |    |    |    |    |    |    | ●  |    |    |    | ●  | ●  |    |    |    |
| 3e  |    |    |    |    |    |    |    |    |    |    |    |    |    |    |    |    |    |    |    |    |    |    |    |    |    |    |    |    | ●  |    |    |    |    |    |    |    |    |    |
| 4e  |    | ●  |    |    |    | ●  |    |    |    |    |    |    |    |    |    |    |    |    |    |    |    |    |    |    |    |    |    |    |    |    |    |    |    |    |    |    |    |    |
| 5e  |    |    |    |    |    |    |    |    |    |    |    |    |    |    |    |    |    |    |    |    |    |    |    |    |    |    |    |    |    |    |    |    |    |    |    | ●  | ●  | ●  |
| 6e  | ●  |    |    |    |    |    |    |    |    |    |    |    |    |    |    |    |    |    |    |    |    |    |    |    |    |    |    |    |    |    |    |    |    |    |    |    |    |    |
| 7e  |    |    |    |    |    |    |    |    |    |    |    |    |    |    |    |    |    |    |    |    |    |    |    |    |    |    |    |    |    |    |    |    |    |    |    |    |    |    |
| 8e  |    |    |    |    |    |    |    |    |    |    |    |    |    |    |    |    |    |    |    |    |    |    |    |    |    |    |    |    |    |    |    |    |    |    |    |    |    |    |
| 9e  |    |    |    |    |    |    |    |    |    |    |    |    |    |    |    |    |    |    |    |    |    |    |    |    |    |    |    |    |    |    |    |    |    |    |    |    |    |    |
| 10e |    |    |    |    |    |    |    |    |    |    |    |    |    |    |    |    |    |    |    |    |    |    |    |    |    |    |    |    |    |    |    |    |    |    |    |    |    |    |
| 11e |    |    |    |    |    |    |    |    |    |    |    |    |    |    |    |    |    |    |    |    |    |    |    |    |    |    |    |    |    |    |    |    |    |    |    |    |    |    |
| 12e |    |    |    |    |    |    |    |    |    |    |    |    |    |    |    |    |    |    |    |    |    |    |    |    |    |    |    |    |    |    |    |    |    |    |    |    |    |    |
| 13e |    |    |    |    |    |    |    |    |    |    |    |    |    |    |    |    |    |    |    |    |    |    |    |    |    |    |    |    |    |    |    |    |    |    |    |    |    |    |
| 14e |    |    |    |    |    |    |    |    |    |    |    |    |    |    |    |    |    |    |    |    |    |    |    |    |    |    |    |    |    |    |    |    |    |    |    |    |    |    |
| 15e |    |    |    |    |    |    |    |    |    |    |    |    |    |    |    |    |    |    |    |    |    |    |    |    |    |    |    |    |    |    |    |    |    |    |    |    |    |    |
| 16e |    |    |    |    |    |    |    |    |    |    |    |    |    |    |    |    |    |    |    |    |    |    |    |    |    |    |    |    |    |    |    |    |    |    |    |    |    |    |
| 17e |    |    |    |    |    |    |    |    |    |    |    |    |    |    |    |    |    |    |    |    |    |    |    |    |    |    |    |    |    |    |    |    |    |    |    |    |    |    |
| 18e |    |    |    |    |    |    |    |    |    |    |    |    |    |    |    |    |    |    |    |    |    |    |    |    |    |    |    |    |    |    |    |    |    |    |    |    |    |    |
| 19e |    |    |    |    |    |    |    |    |    |    |    |    |    |    |    |    |    |    |    |    |    |    |    |    |    |    |    |    |    |    |    |    |    |    |    |    |    |    |
| 20e |    |    |    |    |    |    |    |    |    |    |    |    |    |    |    |    |    |    |    |    |    |    |    |    |    |    |    |    |    |    |    |    |    |    |    |    |    |    |

### Classement
| Rang | Équipe             | Pts | J  | G  | N  | P  | Bp | Bc | Diff | Promotion ou relégation |
| ---- | ------------------ | --- | -- | -- | -- | -- | -- | -- | ---- | ----------------------- |
| 3    | ES Troyes AC R (Q) | 66  | 38 | 19 | 9  | 10 | 59 | 43 | +16  | Barrage de promotion    |
| 4    | RC Lens            | 65  | 38 | 18 | 11 | 9  | 59 | 40 | +19  |                         |
| 5    | Stade brestois 29  | 65  | 38 | 19 | 8  | 11 | 58 | 44 | +14  |                         |
| 6    | Nîmes Olympique    | 64  | 38 | 17 | 13 | 8  | 58 | 40 | +18  |                         |
| 7    | Stade de Reims R   | 55  | 38 | 14 | 13 | 11 | 41 | 39 | +2   |                         |

### Coupe de la Ligue 2016-2017
Le Stade brestois entre en lice au premier tour de la Coupe de la Ligue, tout comme l'ensemble des clubs de Ligue 2 et les 4 clubs de National professionnels.
Le premier tour se déroulera le 9 août 2016 contre le Valenciennes FC.
Détails des matchs
| 1er tour                | Stade brestois                                | 0 - 0 t.a.b 5-3 | Valenciennes FC                        | Stade Francis-Le Blé, Brest                                       |                                                                   |
| Mardi 9 août 2016 18h30 |                                               | (0 - 0)         |                                        | Spectateurs : 2 500 Diffuseur : Foot+ Arbitrage : Yoann Rouinsard | Spectateurs : 2 500 Diffuseur : Foot+ Arbitrage : Yoann Rouinsard |
| Mardi 9 août 2016 18h30 | Gaëtan Belaud 88e · Donovan Léon 90e          |                 | Nuno Da Costa 90+3e ·                  | Spectateurs : 2 500 Diffuseur : Foot+ Arbitrage : Yoann Rouinsard | Spectateurs : 2 500 Diffuseur : Foot+ Arbitrage : Yoann Rouinsard |
| Mardi 9 août 2016 18h30 | Battocchio · Maupay · Castán · Coeff · Grougi | Tirs au but     | Fulgini · Roudet · Enza Yamissi · Nery | Spectateurs : 2 500 Diffuseur : Foot+ Arbitrage : Yoann Rouinsard | Spectateurs : 2 500 Diffuseur : Foot+ Arbitrage : Yoann Rouinsard |

| 2e tour                  | FC Sochaux Montbéliard                      | 2 - 0   | Stade Brestois 29                       | Stade Auguste-Bonal, Sochaux                  |                                               |
| Mardi 23 aout 2016 18h30 | Honorat 40e Robinet 77e (pen.)              | (1 - 0) |                                         | Spectateurs : 7 519 Arbitrage : Wilfried Bien | Spectateurs : 7 519 Arbitrage : Wilfried Bien |
| Mardi 23 aout 2016 18h30 | Faneva Andriatsima 45e · Jérôme Onguéné 71e |         | Luciano Castán 14e · Zakaria Diallo 76e | Spectateurs : 7 519 Arbitrage : Wilfried Bien | Spectateurs : 7 519 Arbitrage : Wilfried Bien |

### Coupe de France 2016-2017
Le Stade brestois entre en lice au septième tour de la Coupe de France, tout comme l'ensemble des clubs de Ligue 2.
Le septième tour se déroulera le week-end du 12 et 13 novembre 2016.
| 7e tour                               | ASPTT Brest | 0 - 3   | Stade Brestois 29                        | Stade Francis-Le Blé, Brest                       |                                                   |
| Samedi 12 novembre 2016 19:00 (UTC+1) |             | (0 - 2) | Neal Maupay 16e · Labidi 45e · Henry 78e | Spectateurs : 1 500 Arbitrage : Nicolas Rodrigues | Spectateurs : 1 500 Arbitrage : Nicolas Rodrigues |

| 8e tour                              | GSI Pontivy | 0 - 3   | Stade Brestois 29                                | Stade Faubourg de Verdun, Pontivy |                              |
| Samedi 3 décembre 2016 18:00 (UTC+1) |             | (0 - 2) | Neal Maupay 54e · Labidi 62e · Paillot 78e (csc) | Arbitrage : Yohann Rouinsard      | Arbitrage : Yohann Rouinsard |

| 32e de finale                          | FC Fleury 91     | 2 - 0   | Stade Brestois 29 | Stade Bobin, Fleury-Merogis |                            |
| Mercredi 18 janvier 2017 18:30 (UTC+1) | Tertereau 2e 80e | (1 - 0) |                   | Arbitrage : Aurélien Petit  | Arbitrage : Aurélien Petit |

## Statistiques Individuelles
| Joueurs        | Total | 01 | 02 | 03 | 04 | 05 | 06 | 07 | 08 | 09 | 10 | 11 | 12 | 13 | 14 | 15 | 16 | 17 | 18 | 19 | 20 | 21 | 22 | 23 | 24 | 25 | 26 | 27 | 28 | 29 | 30 | 31 | 32 | 33 | 34 | 35 | 36 | 37 | 38 | Bu | Pd |
| -------------- | ----- | -- | -- | -- | -- | -- | -- | -- | -- | -- | -- | -- | -- | -- | -- | -- | -- | -- | -- | -- | -- | -- | -- | -- | -- | -- | -- | -- | -- | -- | -- | -- | -- | -- | -- | -- | -- | -- | -- | -- | -- |
| Hartock        |       | 90 | 90 | 90 | 90 | 90 | 90 | 90 | 90 | 90 | 90 | 90 | 90 | 90 | 90 | 90 | 90 | 90 | 90 | 90 | 90 |    |    |    |    |    |    |    |    |    |    |    |    |    |    |    |    |    |    |    |    |
| Léon           |       |    |    |    |    |    |    |    |    |    |    |    |    |    |    |    |    |    |    |    |    |    |    |    |    |    |    |    |    |    |    |    |    |    |    |    |    |    |    |    |    |
| Nganioni       |       | 90 | 90 | 90 | 64 | 78 |    | 90 | 90 | 90 | 79 | 59 |    | 77 |    |    |    | 90 | 90 | 59 |    |    |    |    |    |    |    |    |    |    |    |    |    |    |    |    |    |    |    |    |    |
| Chardonnet     |       | 90 | 90 |    |    | 90 | 40 | 90 |    |    | 11 |    |    |    |    |    |    | 5  |    |    | 90 |    |    |    |    |    |    |    |    |    |    |    |    |    |    |    |    |    |    |    |    |
| Doumbia        |       |    |    |    |    |    | 90 | 90 | 90 |    |    | 90 | 90 | 90 | 90 | 90 |    |    |    |    |    |    |    |    |    |    |    |    |    |    |    |    |    |    |    |    |    |    |    |    |    |
| Belaud         |       | 90 | 55 | 90 | 90 | 90 |    |    |    | 90 | 90 |    |    |    | 90 | 90 | 90 | 90 | 90 | 90 | 90 |    |    |    |    |    |    |    |    |    |    |    |    |    |    |    |    |    |    |    |    |
| Castan         |       | 90 | 90 | 90 | 90 | 90 | 90 | 90 | 90 | 90 | 90 | 90 | 90 | 90 | 90 | 90 | 90 | 90 | 90 | 90 |    |    |    |    |    |    |    |    |    |    |    |    |    |    |    |    |    |    |    |    |    |
| Keita          |       |    |    |    |    |    |    |    |    |    |    |    |    |    |    |    |    |    |    |    |    |    |    |    |    |    |    |    |    |    |    |    |    |    |    |    |    |    |    |    |    |
| Diallo         |       | 6  | 11 | 90 | 90 |    |    |    | 90 | 90 | 90 | 90 | 90 | 90 | 90 | 90 | 90 | 90 | 90 | 90 | 90 |    |    |    |    |    |    |    |    |    |    |    |    |    |    |    |    |    |    |    |    |
| Jacob          |       |    |    |    |    |    |    |    |    |    |    |    |    |    |    |    |    |    |    |    |    |    |    |    |    |    |    |    |    |    |    |    |    |    |    |    |    |    |    |    |    |
| Coeff          |       | 28 | 35 | 81 | 90 | 90 | 90 | 90 | 90 | 72 | 90 | 90 | 90 | 90 | 90 |    |    | 90 | 90 | 90 | 6  |    |    |    |    |    |    |    |    |    |    |    |    |    |    |    |    |    |    |    |    |
| Tié bi         |       |    |    |    |    |    |    |    |    |    |    |    |    |    |    |    |    |    |    |    |    |    |    |    |    |    |    |    |    |    |    |    |    |    |    |    |    |    |    |    |    |
| Grougi         |       | 90 | 90 | 90 | 90 | 90 | 50 |    | 73 |    |    |    |    |    |    | 83 | 29 | 90 | 73 | 90 | 90 |    |    |    |    |    |    |    |    |    |    |    |    |    |    |    |    |    |    |    |    |
| Battocchio     |       | 62 | 68 | 90 | 90 | 69 | 90 | 84 |    | 90 | 90 | 90 | 90 | 90 | 90 | 90 | 90 | 90 | 65 | 90 | 90 |    |    |    |    |    |    |    |    |    |    |    |    |    |    |    |    |    |    |    |    |
| Pele           |       | 90 | 90 | 66 | 57 | 30 | 90 | 90 | 90 | 90 | 73 | 90 | 75 | 69 | 36 | 90 | 68 | 85 | 49 | 68 | 84 |    |    |    |    |    |    |    |    |    |    |    |    |    |    |    |    |    |    |    |    |
| Magnon         |       |    |    |    |    |    |    |    |    |    |    |    |    |    |    |    |    |    |    |    |    |    |    |    |    |    |    |    |    |    |    |    |    |    |    |    |    |    |    |    |    |
| Labidi         |       |    | 22 | 24 | 26 | 21 | 28 |    |    | 29 | 30 | 31 | 63 | 21 | 70 | 57 | 22 |    | 41 | 31 | 28 |    |    |    |    |    |    |    |    |    |    |    |    |    |    |    |    |    |    |    |    |
| Faussurier     |       | 90 | 90 | 90 | 90 | 90 | 90 | 90 | 90 | 90 | 90 | 90 | 90 | 90 | 90 | 90 | 90 | 90 | 90 | 90 | 90 |    |    |    |    |    |    |    |    |    |    |    |    |    |    |    |    |    |    |    |    |
| Perez          |       |    |    |    |    |    | 64 | 6  | 17 | 1  |    | 1  |    |    | 20 | 7  | 61 | 10 | 17 |    |    |    |    |    |    |    |    |    |    |    |    |    |    |    |    |    |    |    |    |    |    |
| Sissoko        |       |    |    |    |    |    |    |    |    |    |    | 12 |    |    |    |    | 90 |    |    |    | 62 |    |    |    |    |    |    |    |    |    |    |    |    |    |    |    |    |    |    |    |    |
| Lavigne        |       | 84 | 79 |    | 33 | 60 | 62 | 36 | 77 | 63 | 60 | 71 | 78 | 23 | 90 |    |    |    |    |    |    |    |    |    |    |    |    |    |    |    |    |    |    |    |    |    |    |    |    |    |    |
| Adnane         |       |    |    |    |    |    |    |    |    |    |    |    |    |    |    |    |    |    |    |    |    |    |    |    |    |    |    |    |    |    |    |    |    |    |    |    |    |    |    |    |    |
| Henry          |       |    |    | 9  |    |    |    | 54 | 13 |    |    |    | 12 | 13 |    | 45 | 72 |    |    |    |    |    |    |    |    |    |    |    |    |    |    |    |    |    |    |    |    |    |    |    |    |
| Maupay         |       | 58 | 90 | 75 | 76 | 90 | 90 | 77 | 23 | 89 | 90 | 90 | 90 | 90 | 62 | 90 | 18 | 90 | 90 | 90 |    |    |    |    |    |    |    |    |    |    |    |    |    |    |    |    |    |    |    |    |    |
| Joseph Monrose |       | 32 |    | 15 | 14 | 12 | 26 | 13 | 67 | 18 | 17 | 19 | 27 | 67 | 28 | 33 | 90 | 25 | 25 | 22 | 90 |    |    |    |    |    |    |    |    |    |    |    |    |    |    |    |    |    |    |    |    |